# Walking on a Dream
Walking on a Dream è il primo album in studio del gruppo musicale australiano Empire of the Sun, pubblicato il 3 ottobre 2008 dalla Capitol Records in Australia e nei giorni seguenti negli altri paesi del mondo.

## Tracce
Testi e musiche di Luke Steele, Nick Littlemore e Peter Mayes, eccetto dove indicato.
1. Standing on the Shore – 4:23
2. Walking on a Dream – 3:16 (Luke Steele, Nick Littlemore, Jonathan Sloan)
3. Half Mast – 3:54 (Luke Steele, Nick Littlemore, Jonathan Sloan, Peter Mayes)
4. We Are the People – 4:27 (Luke Steele, Nick Littlemore, Jonathan Sloan)
5. Delta Bay – 3:12
6. Country – 5:04 (Nick Littlemore)
7. The World – 4:36
8. Swordfish Hotkiss Night – 3:55
9. Tiger by My Side – 5:47
10. Without You – 5:00 (Luke Steele, Nick Littlemore, Jonathan Sloan)

Traccia bonus nell'edizione di iTunes
1. Breakdown – 2:37

Tracce bonus nell'edizione giapponese
1. Romance to Me – 3:25 (Nick Littlemore)
2. Walking on a Dream (Van She Tech Remix) – 3:47 (Luke Steele, Nick Littlemore, Jonathan Sloan)
3. We Are the People (The Shapeshifters Vocal Remix) – 4:16 (Luke Steele, Nick Littlemore, Jonathan Sloan)
4. Walking on a Dream (Video)

CD2 (presente nell'edizione speciale)
1. Breakdown – 2:40
2. Romance to Me – 3:26 (Nick Littlemore)
3. Walking on a Dream (Sam La More 12" Remix) – 7:52 (Luke Steele, Nick Littlemore, Jonathan Sloan)
4. Standing on the Shore (Losers Remix) – 6:39
5. We Are the People (The Shapeshifters Vocal Remix) – 8:17 (Luke Steele, Nick Littlemore, Jonathan Sloan)
6. Without You (New Version) – 3:32 (Luke Steele, Nick Littlemore, Jonathan Sloan)
7. Swordfish Hotkiss Night (Eron Mezza Remix) – 2:22
8. Standing on the Shore (Hey Today! Remix) – 4:46
9. Walking on a Dream (Ben Watt Remix) – 7:28 (Luke Steele, Nick Littlemore, Jonathan Sloan)
10. We Are the People (Shazam Remix) – 5:44
11. Girl – 3:58 (Nick Littlemore)
12. Etude – 2:27 (Nick Littlemore)

## Classifiche
| Classifica (2025) | Posizione massima |
| ----------------- | ----------------- |
| Lituania          | 29                |

## Date di pubblicazione
| Paese       | Data             | Etichetta                   | Edizione          |
| ----------- | ---------------- | --------------------------- | ----------------- |
| Australia   | 3 ottobre 2008   | Capitol Records             | Standard          |
| Irlanda     | 13 febbraio 2009 | Virgin Records              | Standard          |
| Regno Unito | 16 febbraio 2009 | Virgin Records              | Standard          |
| Danimarca   | 18 febbraio 2009 | EMI                         | Standard          |
| Finlandia   | 18 febbraio 2009 | EMI                         | Standard          |
| Norvegia    | 18 febbraio 2009 | EMI                         | Standard          |
| Svezia      | 18 febbraio 2009 | EMI                         | Standard          |
| Paesi Bassi | 20 febbraio 2009 | EMI                         | Standard          |
| Svizzera    | 20 febbraio 2009 | EMI                         | Standard          |
| Germania    | 13 marzo 2009    | EMI                         | Standard          |
| Francia     | 16 marzo 2009    | EMI                         | Standard          |
| Italia      | 27 marzo 2009    | EMI                         | Standard          |
| Stati Uniti | 21 aprile 2009   | Astralwerks, Virgin Records | Standard          |
| Giappone    | 10 giugno 2009   | EMI Music Japan             | Standard          |
| Australia   | 20 novembre 2009 | Capitol Records             | Edizione speciale |
| Germania    | 20 novembre 2009 | EMI                         | Edizione speciale |
| Italia      | 20 novembre 2009 | EMI                         | Edizione speciale |
| Svizzera    | 20 novembre 2009 | EMI                         | Edizione speciale |
| Francia     | 23 novembre 2009 | EMI                         | Edizione speciale |
| Danimarca   | 25 novembre 2009 | EMI                         | Edizione speciale |
| Finlandia   | 25 novembre 2009 | EMI                         | Edizione speciale |
| Norvegia    | 25 novembre 2009 | EMI                         | Edizione speciale |
| Svezia      | 25 novembre 2009 | EMI                         | Edizione speciale |